# الجعفرية (الشرقية)
قرية الجعفرية هي إحدى القرى التابعة لمركز أبوحماد في محافظة الشرقية في جمهورية مصر العربية. 

## التاريخ
تُعدّ قرية الجعفرية من القرى القديمة، واسمها الأصلي «نما»، وقد تغيّر اسمها مع مرور الزمان، فذكرها ابن مماتي في القوانين وابن الجيعان في التحفة السنية باسم «خربة نما»، ثم تغيّر الاسم في العهد العثماني إلى «خربتنما». وفي سنة 1348هـ/1929م، تغيّر اسمها إلى الجعفرية بناءً على طلب أهلها، نسبة إلى أحد كبار المُلّاك فيها جعفر ولي باشا.

## السكان
حسب إحصاءات سنة 2006، بلغ إجمالي السكان في الجعفرية 12554 نسمة، منهم 6386 رجل و6168 امرأة.